# خوان كروز دي لوس سانتوس
خوان كروز دي لوس سانتوس هو لاعب كرة قدم أوروغواياني، ولد في 22 فبراير 2003 في مونتيفيديو في الأوروغواي.